# Бородавчаста змія яванська
Бородавчаста змія яванська (Acrochordus javanicus) — неотруйна змія з роду Бородавчаста змія родини Бородавчасті змії. Інша назва «змія — слонячий хобот».

## Опис
Загальна довжина сягає 2—2,5 м. Спостерігається статевий диморфізм — самиці більші за самців. Голова широка. Очі дуже маленькі, і ніздрі розташовані на верхній частині морди. Шкіра зморшкувата. Тулуб товстий.
Колір шкіри спини зелений, коричневий різних відтінків з численними темними цятками. Черево світліше за спину.

## Спосіб життя
Полюбляє прибережні місцини з прісною водою, інколи заходить у солоні водойми. Не відходить далеко від берега. Дуже добре плаває та пірнає (до 6 годин на одному диханні). Активна вночі. Харчується в основному рибою та інших водних тварин, включаючи жаб.
Це живородна змія. Самиця народжує 30—50 дитинчат, дуже рідко 72.

## Розповсюдження
Мешкає у Таїланді, Камбоджі, В'єтнамі, на Зондських островах.